# Welsh Cup 1886-87
Welsh Cup 1886–87 var den tiende udgave af Welsh Cup. Finalen blev afviklet den 16. april 1887 på Nantwich Road i Crewe, hvor Chirk AAA FC vandt 2-1 over Davenham FC. Det var første gang, at Chirk AAA FC vandt Welsh Cup, og ingen af de to finalister havde tidligere nået finalen i turneringen.

## Resultater

### Første runde
| Dato   | Kamp                                      | Res.  |
| ------ | ----------------------------------------- | ----- |
|        | Over Wanderers FC – Northwich Victoria FC | 0–3   |
|        | Chester FC – Hartford St Johns FC         | 4–2   |
|        | Davenham FC – Crewe Alexandra FC          | w.o.  |
|        | Carnarvon Wanderers FC – Portmadoc FC     | 3–1   |
|        | Llandudno Gloddaeth FC – Rhyl FC          | 8–0   |
|        | Oswestry FC – Oswestry Cambrians FC       | 4–0   |
| 16.10. | Llanfyllin FC – Aberystwyth Town FC       | w.o.  |
|        | Wem White Stars FC – Shrewsbury FC        | 00–10 |
|        | Newtown AFC – Welshpool FC                | 14–00 |
|        | Chirk AAA FC – Wrexham Excelsior FC       | 10–10 |
|        | Ellesmere FC – Wrexham Olympic FC         | 0–7   |
|        | Rhostyllen FC – Druids FC                 | 1–4   |

### Anden runde
| Dato   | Kamp                             | Res. |
| ------ | -------------------------------- | ---- |
|        | Davenham FC – Chester FC         | 0–0  |
|        | Llandudno FC – Bangor FC         | 2–7  |
|        | Vyrnwy United FC – Llanfyllin FC | 1–7  |
|        | Shrewsbury FC – Newtown AFC      | 0–1  |
|        | Druids FC – Chirk AAA FC         | 0–1  |
| Omkamp |                                  |      |
|        | Davenham FC – Chester FC         | 2–1  |

### Tredje runde
| Dato    | Kamp                                | Res.   |
| ------- | ----------------------------------- | ------ |
|         | Northwich Victoria FC – Davenham FC | 1–1    |
|         | Carnarvon Wanderers FC – Bangor FC  | 2–7    |
|         | Oswestry FC – Newtown AFC           | 1–1    |
|         | Wrexham Olympic FC – Chirk AAA FC   | 1–8    |
| Omkampe |                                     |        |
|         | Northwich Victoria FC – Davenham FC | 0–1    |
|         | Oswestry FC – Newtown AFC           | [0]2–1 |

### Kvartfinale
| Dato | Kamp                        | Res. |
| ---- | --------------------------- | ---- |
|      | Llanfyllin FC – Oswestry FC | 0–2  |

### Semifinaler
| Dato   | Kamp                      | Res. | Spillested                 |
| ------ | ------------------------- | ---- | -------------------------- |
|        | Chirk AAA FC – Bangor FC  | 2–2  | Racecourse Ground, Wrexham |
|        | Davenham FC – Oswestry FC | 2–1  | Nantwich Road, Crewe       |
| Omkamp |                           |      |                            |
|        | Chirk AAA FC – Bangor FC  | 2–0  | Racecourse Ground, Wrexham |

### Finale
| Dato  | Kamp                       | Res. | Tilskuere | Spillested           |
| ----- | -------------------------- | ---- | --------- | -------------------- |
| 16.4. | Chirk AAA FC – Davenham FC | 2–1  | 1.500     | Nantwich Road, Crewe |